# (32972) 1996 SB2
1996 SB2 (asteroide 32972) é um asteroide da cintura principal. Possui uma excentricidade de 0.02135780 e uma inclinação de 10.98803º.
Este asteroide foi descoberto no dia 17 de setembro de 1996 por Spacewatch em Kitt Peak.